# 1417 Walinskia
1417 Walinskia (1937 GH) là một tiểu hành tinh vành đai chính được phát hiện ngày 1 tháng 4 năm 1937 bởi K. Reinmuth ở Heidelberg.